# Château de Quemigny-sur-Seine
Le château de Quemigny-sur-Seine est situé à Quemigny-sur-Seine, dans le département français de la Côte-d'Or.

## Localisation
Le château est situé sur la RD 101D, à côté de l'église en fond de vallée, à la lisière est du chef-lieu.

## Historique
Quemigny se trouve dans le Duesmois, une région conquise dans les premières années du XIIe siècle par les premiers ducs de Bourgogne de la lignée capétienne. Le fief de Quemigny est attesté depuis le XIIIe siècle et possède un petit château fort qui est réuni au domaine ducal en 1300. A été conservé de cette époque un grand donjon carré qui daterait du XIIIe siècle ou du XIVe siècle. Quemigny a pu être un poste avancé du château ducal de Duesme, son histoire ayant toujours été liée à celle de la forteresse voisine. Deux descriptions anciennes témoignent de ce qu’a été le château avant les reconstructions du XVIIIe siècle.
Description de 1495 : une tour environnée d’eau à pont levis. Le corps de maison devant ladite tour, tous les maisonnements jardins ainsi qu’il se comporte fermé et clos de murs tout à l’entour avec la grange située et assise dedans les murs.
Description de 1584 : une tour carrée construite de pierres de taille menée de jauges laquelle n’est bien construite ni édifiée par le dedans ni commodités pour y pouvoir habiter que premièrement l’on y eu fait des planchers et vis et si y est besoin y faire réparer la couverture en aucun endroit. Un corps de logis attenant à une petite cuisine. Le dit logis fort ancien où il ne faut néanmoins à peine une réparation. Une petite tour au bout du dit corps de logis à demi ronde. Un autre corps de logis nommé les chambres peintes le bas desquelles servent d’écuries.

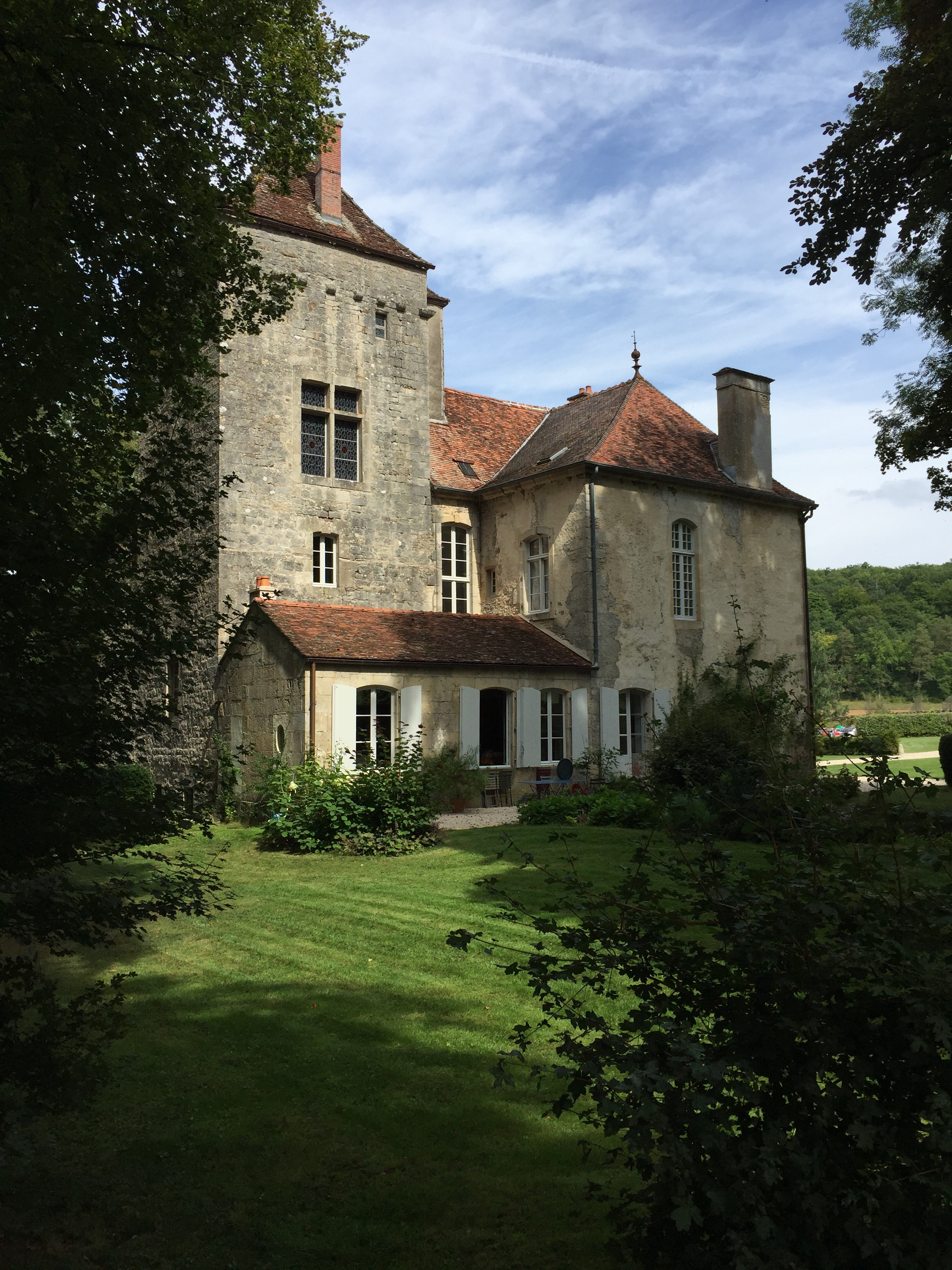
Tour carré du XIVe siècle témoin de l'ancien château-fort.

Quemigny est acheté en 1743 par Louis Bichot Morel de Corberon – maître des comptes au parlement de Dijon – qui entreprend la reconstruction en 1749. Un extrait de la déclaration de Corberon lors de la création du vingtième le 6 septembre 1750 permet de dater le projet : j’ai fait mettre à bas le vieux château ; actuellement j’en fais bâtir un nouveau appliqué contre la tour, dont toute la carcasse est faite ; actuellement on travaille à faire le dedans. L’architecte de Quemigny n’est pas connu mais de nombreux éléments laissent à penser qu'il s'agirait de Claude-Louis d'Aviler.
Corberon revend la propriété en 1757 à Louis de Guénichon qui sera propriétaire de Quemigny à la révolution. Ses fils ayant été portés sur le supplément de la liste des émigrés en 1794, il sera emprisonné à Dijon et ses biens feront l’objet d’une mise sous séquestre et d'un inventaire. La partie de l'inventaire concernant Quemigny est parvenue jusqu’à nous et décrit très précisément la propriété en commençant par le château, son agencement et tout ce qu’il contient. Cela permet de se rendre compte qu’en dehors du premier étage qui a été en partie remanié au XIXe siècle, le reste du château a conservé ses dispositions originelles.
Sa fille épousera un Bruère de Rocheprise et ira vivre au château de Rocheprise à Brémur-et-Vaurois. La fille issue de ce mariage épousera quant à elle au début du XIXe siècle un Rémond, marquis de Montmort. Cette famille est originaire de Champagne et descendante de Pierre Rémond de Montmort un des grands mathématiciens français du début du XVIIIe siècle, probabiliste et correspondant de Leibniz. La marquise de Montmort quittera Brémur-et-Vaurois pour venir s’installer à Quemigny. Elle fera de nombreux travaux d’aménagements pour faire entrer plus de confort dans la maison souvent au détriment des décors d’origine.
Une fille de la marquise de Montmort épousera un marquis de Virieu et ira vivre auprès de son mari au château de Lantilly près de Semur-en-Auxois. Ce sont les Virieu qui vendront Quemigny peu de temps après la mort de la marquise de Montmort survenue en 1870. Souvenir de ces propriétaires, les cartouches placés en haut des portes de part et d’autre du vestibule qui comportent en leur centre les initiales ‘MV’ entrelacées pour Montmort Virieu surmontées d’une couronne.
Le château sera racheté en 1880 par un abbé, aumônier du lycée Janson de Sailly à Paris – l’abbé Perny – qui entreprendra de nombreuses modifications intérieures et extérieures. Il aménagera surtout les parties hautes du château – et en particulier pour son usage personnel les derniers étages du donjon – afin d’y loger les domestiques et de pouvoir héberger des hôtes l’été. La propriété restera dans cette famille jusqu’aux années précédant la Seconde Guerre mondiale. Elle sera revendue encore trois fois avant d’être reprise par les propriétaires actuels.
Il est inscrit monument historique par arrêté du 13 octobre 1975 pour sa façade, ses toitures du château, les communs et deux tours rondes ; également son escalier avec sa rampe en fer forgé et les intérieurs déjà cités.

## Architecture
Le château de Quemigny est constitué d'une tour médiévale rectangulaire devant laquelle s'est installé un petit château moderne encadré en façade de deux tours rondes indépendantes et de deux corps de bâtiments perpendiculaires au premier encadrant une cour. En dehors de la douve subsistante au pied de la facade ouest du donjon, pas de traces d’un fossé qui a pu exister et être en eau.
La tour carrée est flanquée à l'est d'une tourelle d'escalier hors-œuvre de plan carré. Elle est composée d'un rez-de-chaussée, de cinq étages dont le troisième est ouvert par une large croisée et d'un étage de mâchicoulis dont les consoles seules sont conservées. Ce donjon, dont l'aspect évoque le |Modèle:SXIV, est coiffé d'un toit à pavillon[réf. souhaitée]

## Mobilier
- La salle à manger, le salon voûtés et le grand escalier sont inscrits.
- Le cabinet de travail de la tour de droite ainsi que sa cheminée et ses boiseries sont également inscrits.

Château privé qui ne se visite pas.